# S7 항공
S7 항공(러시아어: ПАО «Авиакомпания „Сибирь“», 영어: S7 Airlines) 또는 시베리아 항공(러시아어: Сибирские Авиалинии, 영어: Siberian Airlines)은 노보시비르스크주 오비에 본사를 둔 러시아의 항공사이며 모스크바에 사무소를 두고 있다. 도모데도보 국제공항을 허브로 삼고 있다. 현재 급속도로 회사가 성장하고 있는 항공사이다.

## 역사
1992년에 설립 했으며 본사는 한때 노보시비르스크에 위치했으나 현재는 모스크바로 이전했다. 2005년부터 운항을 시작으로 항공 서비스 전반에 대해서는 새로운 상표 S7 항공에서 제공을 시작한다. 지금도 시베리아 항공이라고 하는 것이 많다. 이전 명칭은 시비리 항공으로 불렸다. 2009년 5월 일본항공, 아메리칸 항공, 영국항공이 가입한 항공 동맹체 원월드에 가입하는 것을 발표해 2010년 11월 15일에 정식으로 가입했다.

## 운항 노선
- 2012년 4월 기준으로 S7 항공은 다음과 같은 노선을 운항하고 있으며 허브 공항인 노보시비르스크와 이르쿠츠크에서 러시아 국내선 및 아시아, 독일, 유럽 등 국제선을 운항하고 있다. 아에로플로트가 국내선을 정리하고 있는 동안에 국내선을 확장 계속한 결과 오늘날 러시아의 국내선 1위를 달성했다.

### 코드쉐어 협정
- S7 항공은 2019년 12월 현재 다음과 같은 항공사들과 코드쉐어 협정을 맺고 있다.[5]

| - TAP 포르투갈 (스타 얼라이언스) - 노다비아 항공 - 노드스타 항공 - 로얄 에어 모로코 - 로얄 요르단 항공 (원월드) - 몬테네그로 항공 - 벨라비아 항공 - 싱가포르 항공 (스타 얼라이언스) - 아시아나항공 (스타 얼라이언스) - 아에로플로트 (스카이팀) | - 아제르바이잔 항공 - 야말 항공 - 에게 항공 (스타 얼라이언스) - 에미레이트 항공 - 에어 몰도바 - 에어 이탈리아 - 에어 아스타나 - 에티하드 항공 - 엘알 이스라엘 항공 - 영국항공 (원월드) | - 우랄 항공 - 우즈베키스탄 항공 - 이베리아 항공 (원월드) - 일본항공 (원월드) - 카타르 항공 (원월드) - 캐세이퍼시픽 항공 (원월드) - 키프로스 항공 - 하이난 항공 |  |

### 인터라인 협정
- S7 항공은 2019년 12월 현재 다음과 같은 항공사들과 인터라인 협정을 맺고 있다.[5]

| - LATAM 항공 그룹 - LOT 폴란드 항공 (스타 얼라이언스) - SCAT 항공 - TAP 포르투갈 (스타 얼라이언스) - 걸프에어 - 글로부스 항공 (자회사) - 노드스타 항공 - 대한항공 (스카이팀) - 델타 항공 (스카이팀) - 럭키 에어 - 로얄 에어 모로코 (원월드) - 로얄 요르단 항공 (원월드) - 루프트한자 (스타 얼라이언스) - 말레이시아 항공 (원월드) - 몬테네그로 항공 - 방콕 항공 - 베이징 캐피탈 항공 - 베트남 항공 (스카이팀) - 불가리아 항공 - 브뤼셀 항공 (스타 얼라이언스) | - 선전 항공 (스타 얼라이언스) - 스리랑카 항공 (원월드) - 스위스 국제항공 (스타 얼라이언스) - 스칸디나비아 항공 (스타 얼라이언스) - 실크에어 - 싱가포르 항공 (스타 얼라이언스) - 아메리칸 항공 (원월드) - 아시아나항공 (스타 얼라이언스) - 아에로플로트 (스카이팀) - 아이슬란드 항공 - 아제르바이잔 항공 - 에게 항공 (스타 얼라이언스) - 에미레이트 항공 - 에어 돌로미티 - 에어 몰도바 - 에어 몰타 - 에어발틱 - 에어 아스타나 - 에어 이탈리아 - 에어 인디아 (스타 얼라이언스) | - 에티오피아 항공 (스타 얼라이언스) - 에티하드 항공 - 엘알 이스라엘 항공 - 영국항공 (원월드) - 야말 항공 - 오만 항공 - 오스트리아 항공 (스타 얼라이언스) - 우랄 항공 - 우즈베키스탄 항공 - 우크라이나 국제항공 - 유나이티드 항공 (스타 얼라이언스) - 이베리아 항공 (원월드) - 일본항공 (원월드) - 전일본공수 (스타 얼라이언스) - 제주항공 - 조지아 항공 - 준야오 항공 - 중국국제항공 (스타 얼라이언스) - 중국남방항공 - 중국동방항공 (스카이팀) | - 중화항공 (스카이팀) - 체코 항공 (스카이팀) - 카타르 항공 (원월드) - 캐세이퍼시픽 항공 (원월드) - 콴타스 항공 (원월드) - 키프로스 항공 - 타이 항공 (스타 얼라이언스) - 터키항공 (스타 얼라이언스) - 투르크메니스탄 항공 - 튀니스 에어 - 핀에어 (원월드) - 하이난 항공 - 한 에어 - 홍콩 항공 |  |

## 보유 기종

### 현재 사용하는 기종
- 2020년 10월 기준으로 S7 항공은 다음과 같이 보유하고 있으며 평균 기령은 8.6년이다.[6][7][8]

### 퇴역 기종
- S7 항공은 다음과 같은 기종을 운항했으나 현역에서 퇴역한 기종으로 다음과 같다.[7][8]

## 사건 및 사고
- 시베리아 항공 1812편 격추 사건: 2001년 10월 4일 이스라엘 텔아비브에서 러시아 노보시비르스크로 가던중(기종: 투폴레프 Tu-154M)흑해 해상에서 우크라이나군이 발사한 S-200 지대공 미사일에 격추되어 여객기에 탑승하고 있던 78명 전원이 사망했다.
- 시베리아 항공 1047편 폭발 사건: 2004년 8월 24일 모스크바에서 소치로 가던중 (기종: 투폴레프 Tu-154B2, 등록번호 RA-85556)러시아 로스토프 돈 인근에서 테러로 인한 폭탄으로 폭발해 추락해 탑승자 46명 전원이 사망했다.
- S7 항공 778편 충돌 사고: 2006년 7월 9일 193명의 승객과 10명의 승무원을 태우고 가던중 (기종:에어버스 A310) 시베리아 이르쿠츠크 국제공항에서 착륙 사고를 당했다. 착륙 시 감속하지 못하고 활주로를 넘어 콘크리트 바리케이드를 들이받았으며 이 사고로 125명이 사망했다.

## 사진

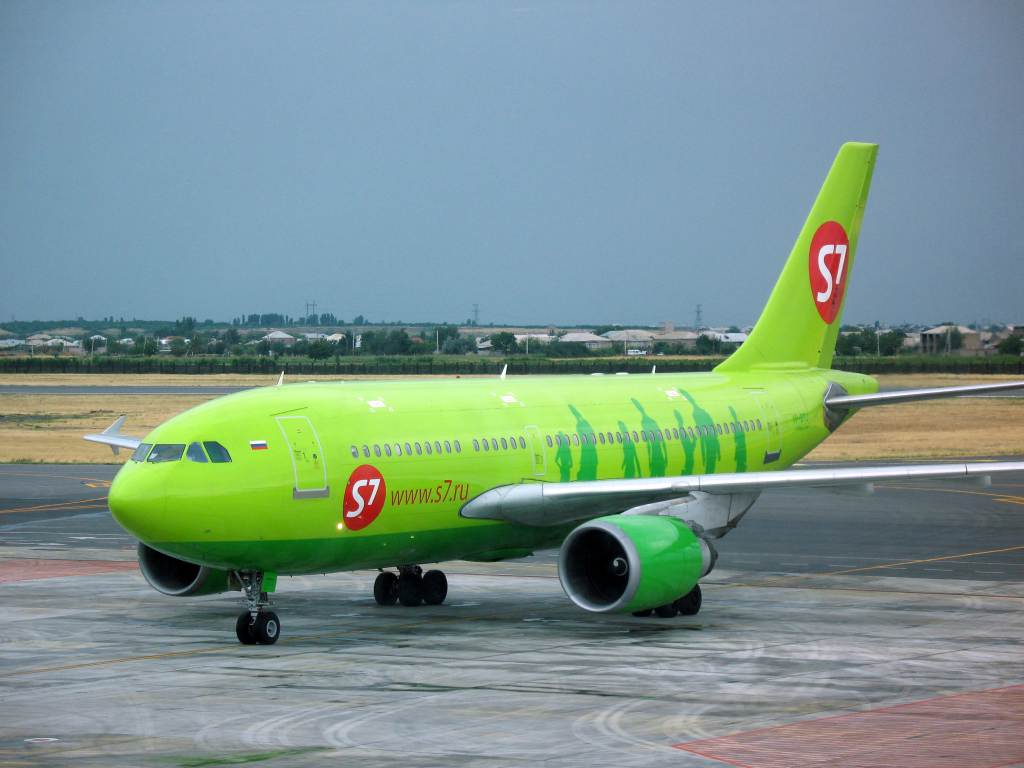
S7 항공의 에어버스 A310-300
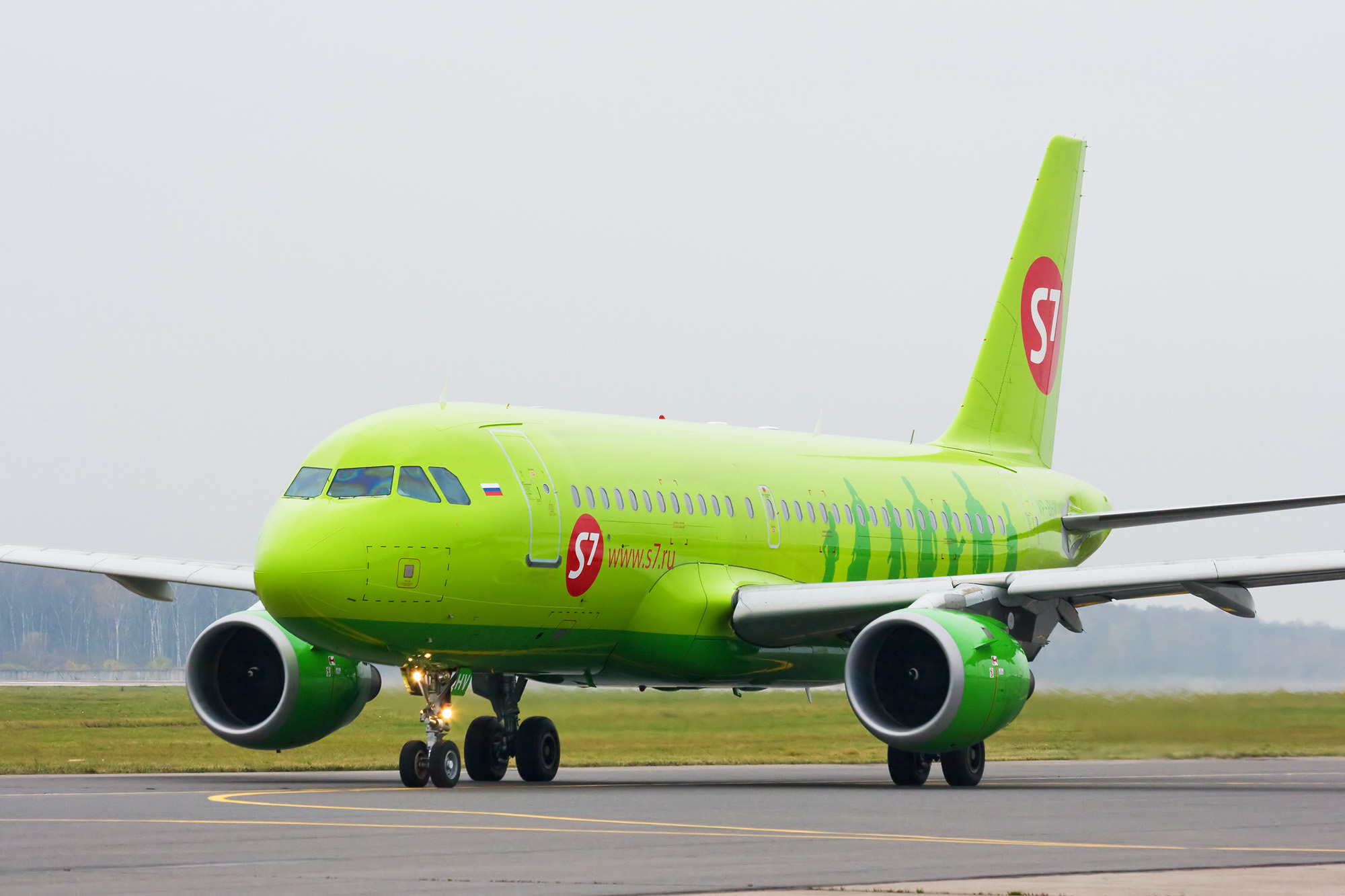
S7 항공의 에어버스 A319-100
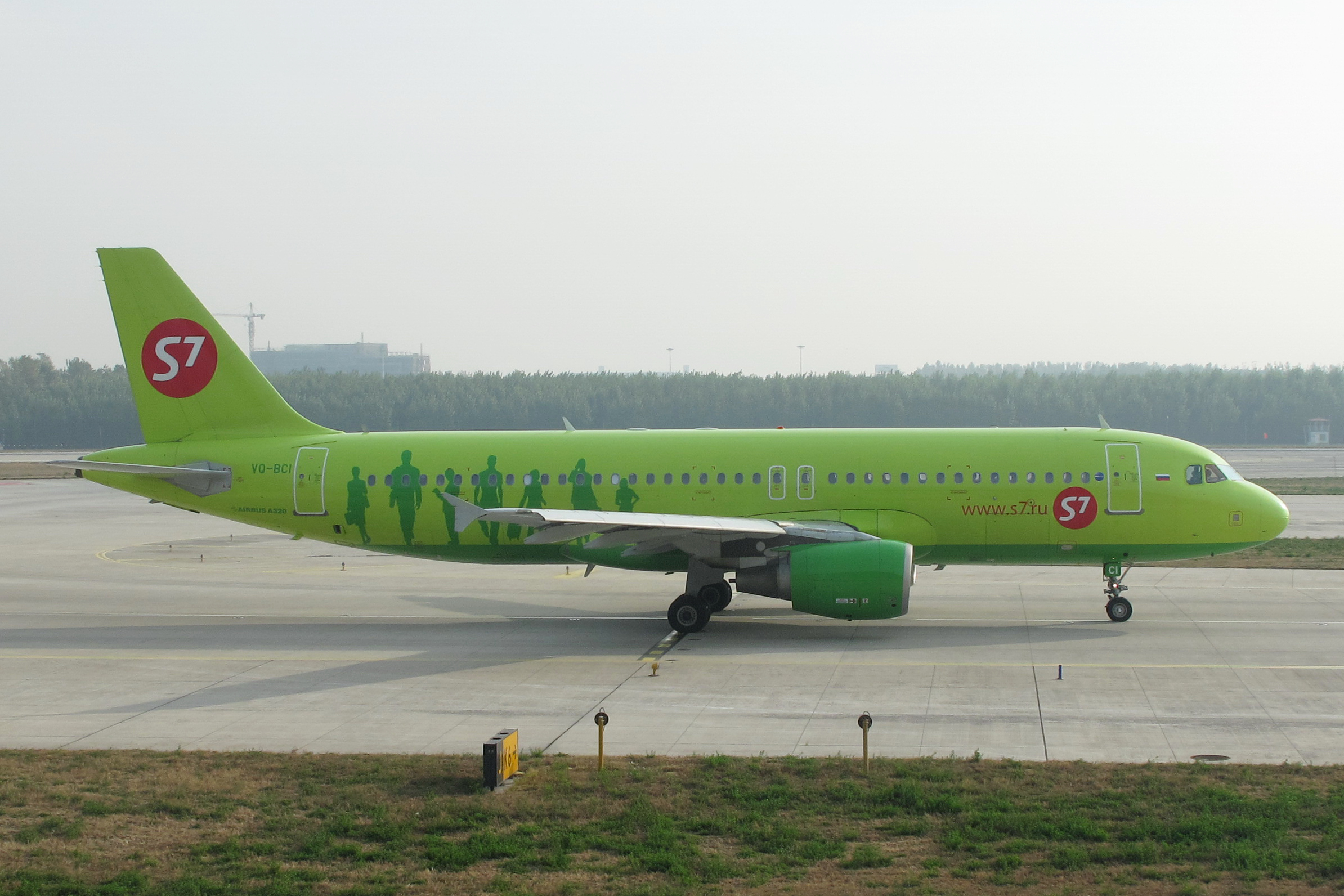
S7 항공의 에어버스 A320-200
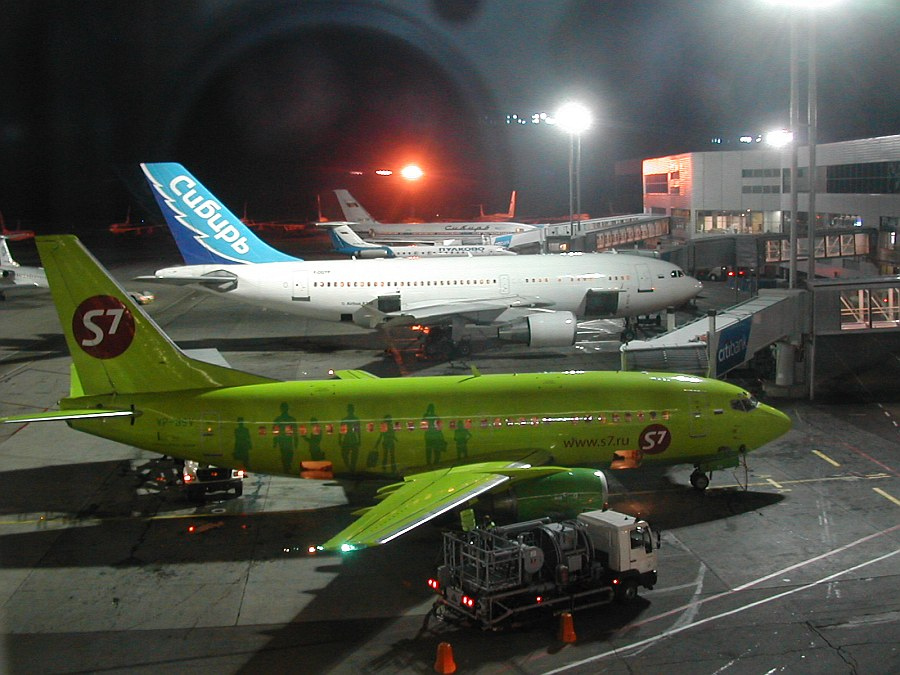
도모데도보 국제공항에 주기되어 있는 S7 항공의 보잉 737-400과 에어버스 A310-200
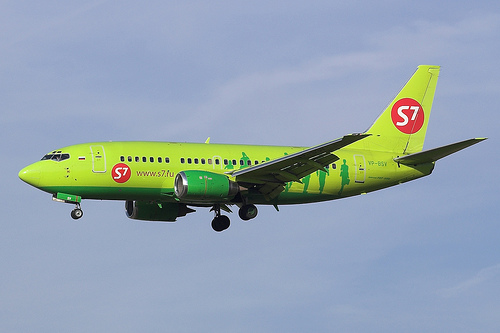
S7 항공의 보잉 737-500
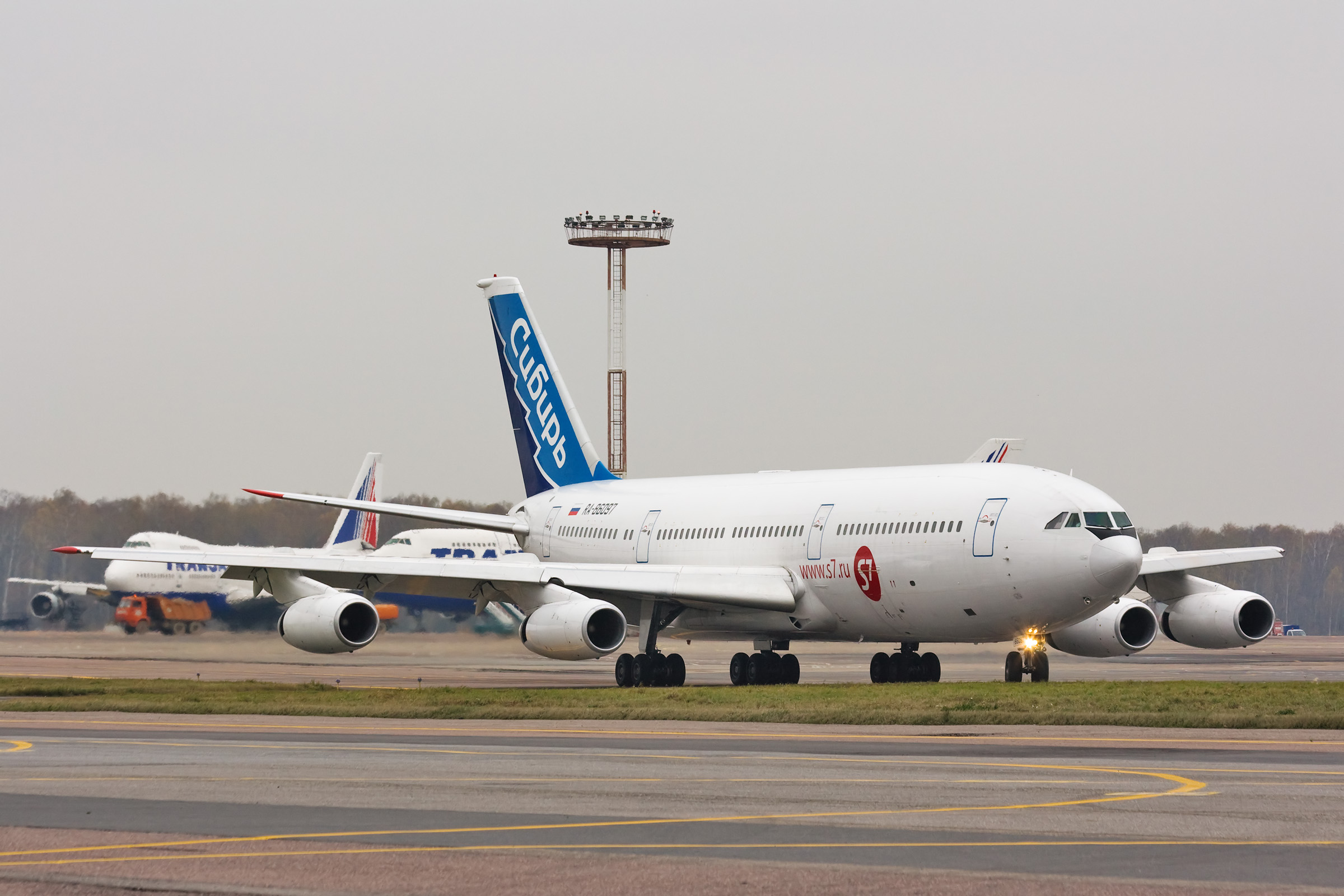
S7 항공의 일류신 Il-86 구도색
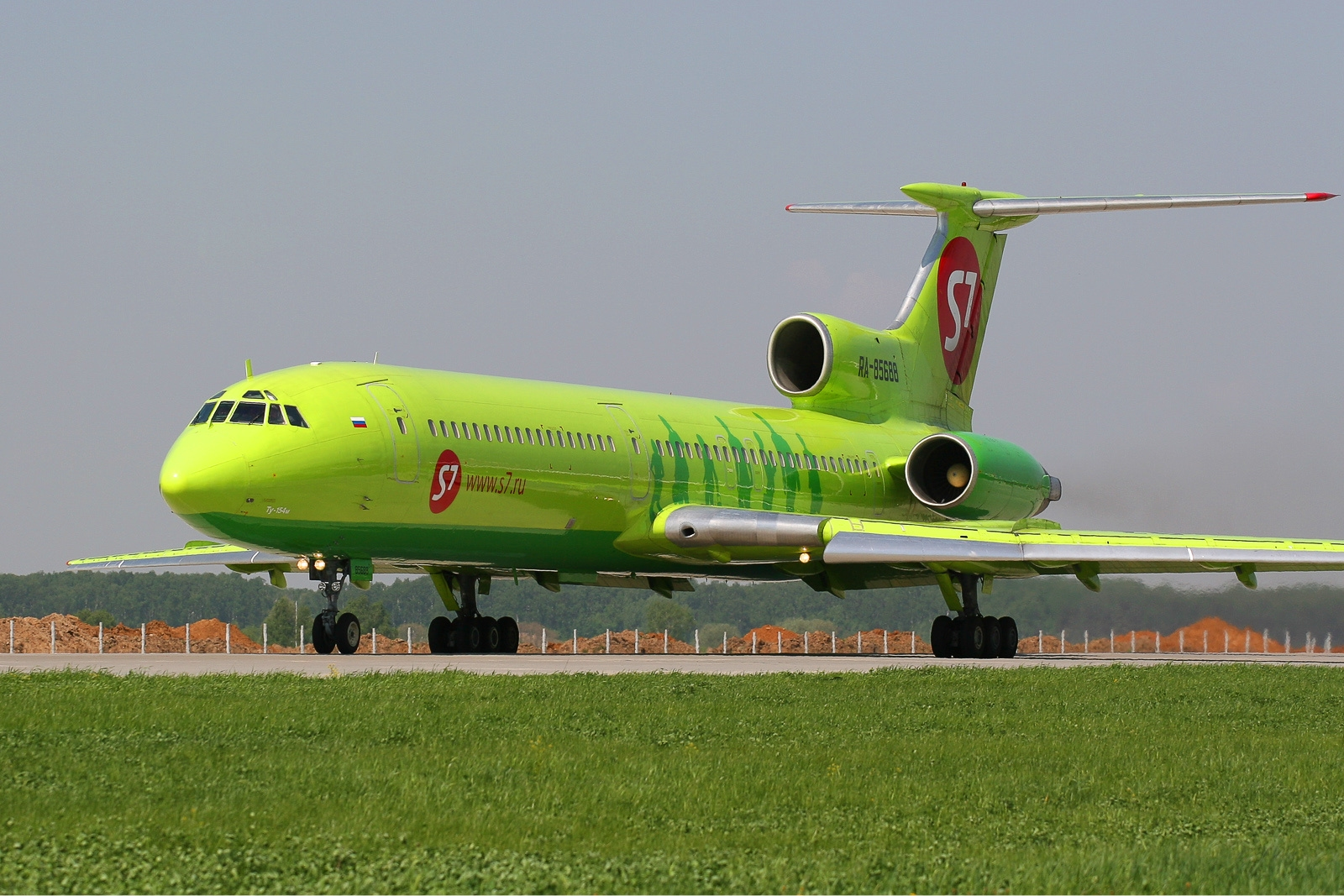
S7 항공의 투폴레프 Tu-154M
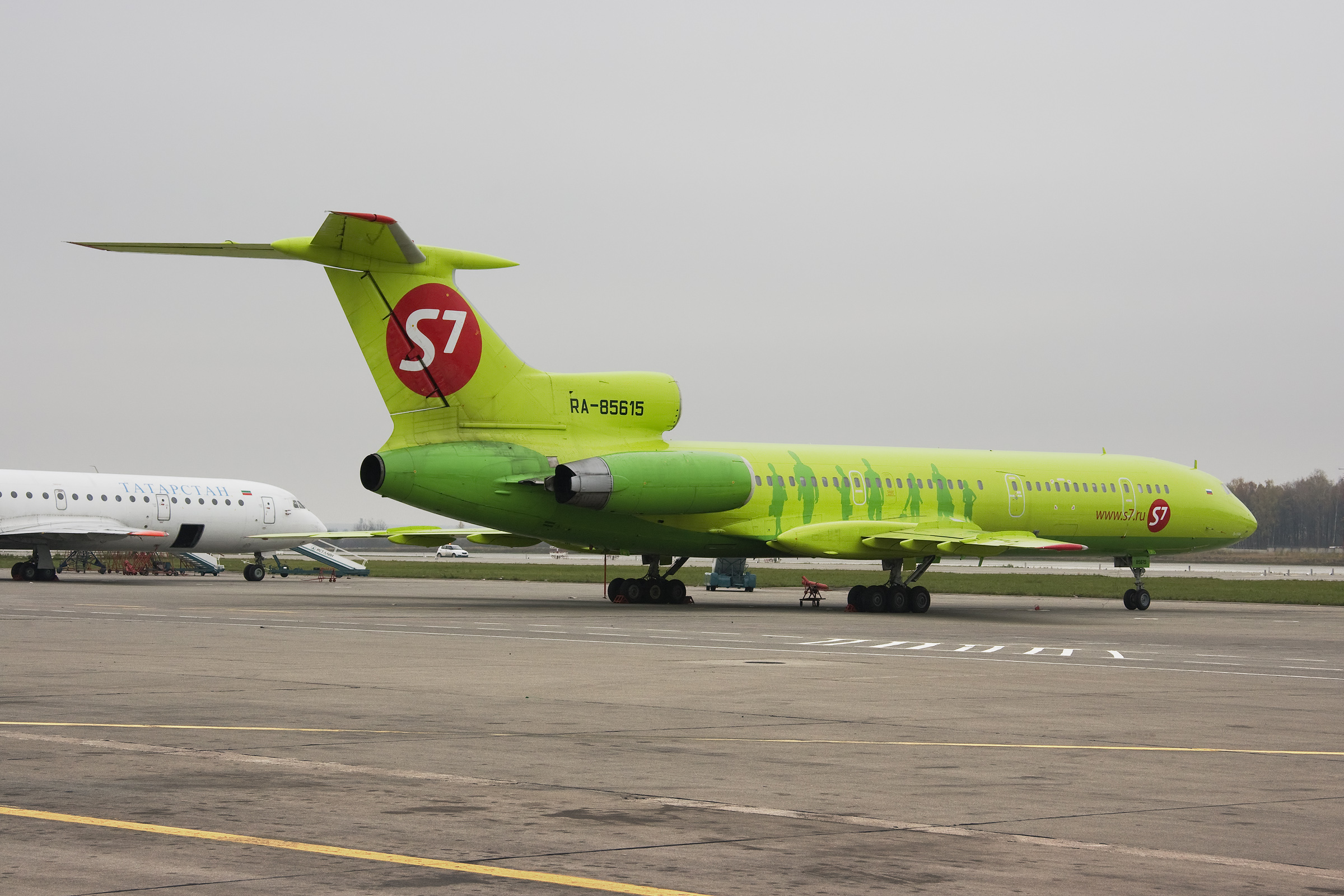
S7 항공의 투폴레프 Tu-154M
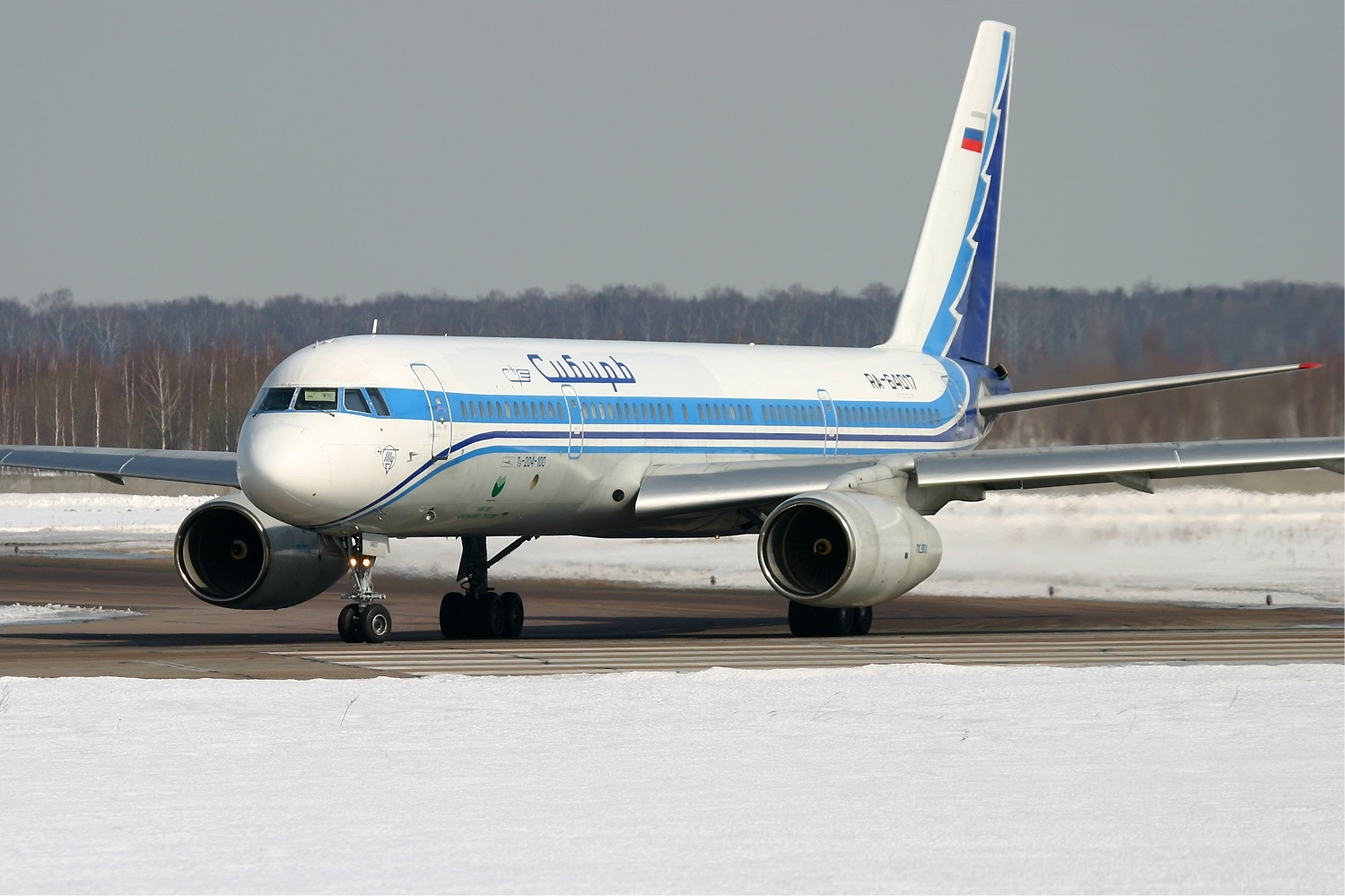
S7 항공의 투폴레프 Tu-204-100 구도색